# Hipparchia gomera
Hipparchia gomera är en fjärilsart som beskrevs av Higgins 1967. Hipparchia gomera ingår i släktet Hipparchia och familjen praktfjärilar. IUCN kategoriserar arten globalt som livskraftig. Inga underarter finns listade i Catalogue of Life.